# Sáo Java
Sáo Java hay sáo đuôi trắng hay sáo trâu (Acridotheres javanicus) là một loài chim thuộc họ Sáo. Nó là một loài thích nghi rất tốt ở phần lớn khu vực Đông Nam Á và hiện nay đã thâm nhập vào Ấn Độ cũng như các vùng phụ cận. Thật ra, sáo Java và sáo Ấn Độ (A. tristis) được xem là cùng loài (conspecific) và hai loài này có sự giao thoa và cạnh tranh với nhau trong một số khu vực như Ấn Độ, Malaysia và Singapore.
Sáo Java có giọng khá trong trẻo và, giống như sáo châu Âu, có khả năng bắt chước một số âm thanh ở mức độ nào đó - mặc dù chúng không có khả năng nhại tiếng nói của con người như loài yểng hay nhồng (Gracula religiosa). Chúng có bộ lông màu đen với chỏm đuôi, chỏm cánh và mặt trong của cánh màu trắng cùng chiếc mỏ, căp chân và vầng lông quanh mắt màu vàng. Lông bụng của chúng đôi khi có những đốm xám hay trắng. Phần lông trên đầu có thể dựng đứng thành một chỏm cao hình mào.
Giống như các loài sáo khác, sáo Java là loài động vật ăn tạp, sống thành từng bầy và có khả năng thích nghi tốt với nhiều loại môi trường khác nhau, kể cả ở các thành phố hay các ruộng lúa, nơi chúng săn bắt các côn trùng bám trên lưng những con trâu, nhiều khi chúng cưỡi trên lưng các con trâu đó giống như loài chim thuộc chi Buphagus.
Loài A. grandis và A. javanicus đôi khi thường bị nhầm lẫn với nhau và gần đây vẫn có ý kiến xem nó là một phân loài của sáo bụng phẳng A. cinereus.
Sáo Java đẻ từ 2-6 trứng một lứa và có tuổi thọ chừng 8-20 năm. Chúng ăn trái cây, ngũ cốc, các loại côn trùng tỉ như kiến, sâu và các thức ăn thừa của con người cho chúng.